# Puccinia hyparrheniae
Puccinia hyparrheniae ist eine Ständerpilzart aus der Ordnung der Rostpilze (Pucciniales). Der Pilz ist ein Endoparasit des Süßgrases Hyparrhenia rufa. Symptome des Befalls durch die Art sind Rostflecken und Pusteln auf den Blattoberflächen der Wirtspflanzen. Sie ist ein Endemit Malawis.

## Merkmale

### Makroskopische Merkmale
Puccinia hyparrheniae ist mit bloßem Auge nur anhand der auf der Oberfläche des Wirtes hervortretenden Sporenlager zu erkennen. Sie wachsen in Nestern, die als gelbliche bis braune Flecken und Pusteln auf den Blattoberflächen erscheinen.

### Mikroskopische Merkmale
Das Myzel von Puccinia hyparrheniae wächst wie bei allen Puccinia-Arten interzellulär und bildet Saugfäden, die in das Speichergewebe des Wirtes wachsen. Aecien oder Spermogonien der Art sind nicht bekannt. Die gelben Uredien der Art wachsen unterseitig auf den Blättern der Wirtspflanzen. Ihre hyalinen Uredosporen sind meist eiförmig, 27–33 × 24–27 µm groß und fein stachelwarzig. Die unterseitig wachsenden Telien sind schwarzbraun, früh unbedeckt und pulverig. Die goldenen oder haselnussbraunen Teliosporen sind zweizellig und 38–40 × 25–28 µm groß; ihre Stiele sind farblos und bis zu 90 µm lang.

## Verbreitung
Das bekannte Verbreitungsgebiet von Puccinia hyparrheniae umfasst lediglich Malawi.

## Ökologie
Die Wirtspflanze von Puccinia hyparrheniae ist Hyparrhenia rufa. Der Pilz ernährt sich von den im Speichergewebe der Pflanzen vorhandenen Nährstoffen, seine Sporenlager brechen später durch die Blattoberfläche und setzen Sporen frei. Die Art verfügt über einen Entwicklungszyklus, von dem bislang lediglich Telien und Uredien sowie deren Wirt bekannt sind; Spermogonien und Aecien konnten dem Pilz nicht zugeordnet werden.